# Товарищество Тентелевского химического завода
Тентелевский химический завод — существовавшая в дореволюционной России компания. Полное наименование — Товарищество Тентелевского химического завода. Штаб-квартира компании располагалась в Санкт-Петербурге.

## История
.

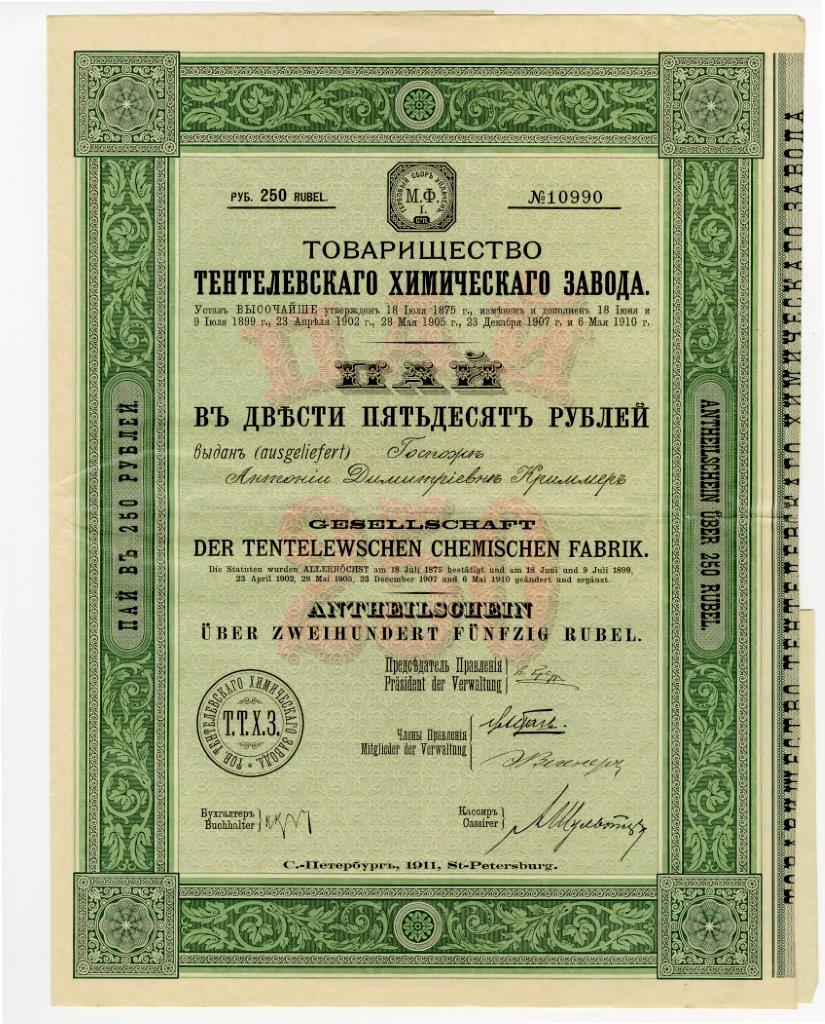
Пай именной в 250 руб. Товарищества Тентелевского химического завода. С.-Петербург, 1911 г

Устав Товарищества Тентелевского химического завода был Высочайше утвержден 18 июля 1875 г., а спустя несколько месяцев у Тентелевой деревни, расположенной за Нарвской заставой, исторической южной окраиной тогдашней столицы Российской империи, началось возведение нового производства. Учредителями завода, чуть позже давшего название существующему поныне Химическому переулку, выступили инженеры, доктора химии Владимир Шнейдер и Александр Баг. Производство серной, азотной и хлорной кислот было изначально задумано партнерами «на рациональных началах и дабы сбить цены купеческим производствам, которые прежде не имели конкуренции».
Спустя всего несколько лет после своего основания Тентелевский химический завод превратился в крупное конкурентоспособное предприятие, чему поспособствовали собственные научные изыскания и внедрение в производство новаторских разработок. Свою роль в этом сыграла также Русско-турецкая война (1877—1878), благодаря которой вырос спрос на дезинфицирующие средства, производства нового вида которых было освоено в кратчайшие сроки. Спустя несколько лет завод освоил выпуск олеума, дымящейся серной кислоты, необходимого компонента для производства смазочных масел, красителей, взрывчатых веществ, а также лекарственных препаратов.
С начала 90-х гг. XIX в. Тентелевским химическим заводом стали выпускаться этиловый эфир, танин, краски и собственные фармпрепараты. Предприятие, первым в России, освоило производство нашатырного спирта.
В первые годы XX столетия на Тентелевском заводе был разработан и внедрен инновационный по тем временам так называемый «контактный метод» получения серной кислоты.
Ярким подтверждением успешности предприятия служит факт постоянного роста основного капитала товарищества: изначально он был определен в 200 тыс. руб., а к началу 1914 г. составлял уже 3 млн руб. К тому времени Тентелевский завод прочно занял лидирующие позиции в химической отрасли России, по объему производимой продукции уступая лишь производству Товарищества Российско-Американской резиновой мануфактуры под фирмой «Треугольник».
В годы I мировой войны Тентелевское химическое производство являлось одним из основных поставщиков фармацевтических препаратов для фронта, прежде всего столь необходимых в госпиталях и походных армейских лазаретах на передовой эфира и нашатыря.
Постановлением Президиума ВСНХ РСФСР от 28 января 1919 году завод товарищества Тентелевского химического завода национализирован и передан в ведение Химической секции СНХ Северного района. В 1923-м Тентелевский химический завод был переименован в завод «Красный химик», 2 февраля 1993-го зарегистрировано АООТ (ныне ОАО) «Красный Химик».

## Собственники и руководство
Основные владельцы компании: Владимир Шнейдер, Александр Баг.